# Yie Ar Kung-Fu 2
Yie Ar Kung-Fu 2: The Emperor Yie-Gah (ook wel Yie Ar Kung Fu 2) is een computerspel dat werd ontwikkeld en uitgegeven door de Japanse computerspellenfabrikant Konami. Het spel kwam in 1985 als eerst uit voor de MSX-computer, maar later volgde ook andere homecomputers. Net als in de vorige editie Yie Ar Kung-Fu, volgt het spel de Lee Young, die Kung-Fu master wil worden. Hij moet hiervoor verschillende tegenstanders al vechtend verslaan. Hij kan stompen, kicken en springen. Al zijn tegenstanders hebben unieke wapens en tegenaanvallen.
Het spel kan ook met twee spelers gespeeld worden. De eerste speler speelt dan Lee Young en de twee speler kan kiezen uit Yen Pei, Lan Fang of Po Chin.

## Tegenstanders
- Level 1: YEN PEI
- Level 2: LAN FANG
- Level 3: PO CHIN
- Level 4: WEN HU
- Level 5: WEI CHIN
- Level 6: MEI LING
- Level 7: HAN CHEN
- Level 8: LI JEN

## Platforms
| Jaar | Platform                               |
| ---- | -------------------------------------- |
| 1985 | MSX                                    |
| 1986 | BBC Micro, Electron                    |
| 1987 | Amstrad CPC, Commodore 64, ZX Spectrum |
| 2009 | Virtual Console (MSX)                  |
| 2014 | Windows Store                          |

- Het spel maakte onderdeel uit van het compilatiespel Konami Antiques: MSX Collection Vol. 2 dat in 1998 uitkwam.
- Het spel kwam beschikbaar voor de Sega Saturn via het compilatiespel Konami Antiques MSX Collection Ultra Pack dat in 1998 uitkwam.

## Ontvangst
| Beoordeeld door | Platform     | Jaar | Score |
| --------------- | ------------ | ---- | ----- |
| VicioJuegos.com | MSX          | 2008 | 85%   |
| Pixel-Heroes.de | MSX          | 2003 | 50%   |
| Pixel-Heroes.de | Commodore 64 | 2003 | 50%   |
| Happy Computer  | Commodore 64 | 1987 | 41%   |